# Benjamin Lees
Benjamin Lees   (Harbin, 8 de gener de 1924 - Glen Cove, 31 de maig de 2010) va ser un compositor nord-americà de música clàssica.

## Biografia
Benjamin Lees era d'origen rus-jueu. Lees encara era un infant quan la seva família va emigrar als Estats Units i es va establir a Califòrnia. Va començar les classes de piano als 5 anys amb Kiva Ihil Rodetsky de San Francisco. Quan tenia set anys, es va convertir en ciutadà nord-americà. El 1939 es va traslladar amb la seva família a Los Angeles i va continuar els estudis de piano amb Marguerite Bitter. En la seva primera adolescència, va estudiar harmonia i teoria i va començar a compondre.
Després de servir a l'exèrcit dels Estats Units, Lees va estudiar composició amb Halsey Stevens, així com amb Kalitz i Ingolf Dahl, a la Universitat del Sud de Califòrnia a Los Angeles, Califòrnia. El compositor George Antheil, impressionat per les composicions de Lees, li va oferir més tutela; aquest període va durar quatre anys, al final dels quals Lees va guanyar un premi de la "Fundació Fromm". Sobre Antheil, Lees va declarar: "Va canviar la meva vida".
La recepció d'una beca Guggenheim el 1954 li va permetre viure a Europa, aconseguint el seu objectiu de desenvolupar el seu estil individual lluny de les modes actuals de l'escena musical d'art nord-americana i donant com a resultat una sèrie d'obres madures i impressionants. Tornat als Estats Units el 1961, va dividir el seu temps entre la composició i la docència en diverses institucions. Aquests inclouen el Institut Peabody (1962–64, 1966–68), Queens College (1964–66), la Manhattan School of Music (1972–74) i la Juilliard School (1976–77).

## Composicions
Lees va rebutjar l'atonalisme a l'americana a favor de les estructures clàssiques. Niall O'Loughlin escriu a "The New Grove Dictionary of Music and Musicians":
| « | "Des d'un primer interès per l'estil melòdic agredolç de Prokofiev i els aspectes estranys i surrealistes de la música de Bartók, va progressar de manera natural sota la guia poc convencional d'Antheil." | » |

La música de Lees és rítmicament activa, amb accents i metre que canvien sovint fins i tot en els seus primers treballs, i és conegut per les seves flexions semi tonals en la melodia i l'harmonia.
El 1954, l'Orquestra Simfònica de la NBC va interpretar els seus Profiles for Orchestra en una emissió de la ràdio nacional. El 1970, Medea in Corinth, el seu drama musical en un acte, es va estrenar a la "Purcell Room, Queen Elizabeth Hall", de Londres, i posteriorment va ser emès per CBS Television el 1974. Altres obres notables inclouen la Simfonia núm. 4: Memorial Candles, encarregada per l'Orquestra Simfònica de Dallas el 1985 per commemorar l'Holocaust, i la Simfonia núm. 5: Kalmar Nyckel, escrita el 1986 per honrar la fundació de Wilmington, Delaware. (Kalmar Nyckel va ser el nom del vaixell que va portar els primers colons des de Suècia al que seria Wilmington.) El 1994, l'Orquestra Simfònica de Dallas va encarregar a Echoes of Normandy per commemorar el 50è aniversari del desembarcament del dia D. El seu trio amb piano de 1998 núm. 2, Silent Voices, escrit a Palm Springs, està dedicat a la música de compositors jueus emigrats.
Lees va rebre una nominació als Grammy per Kalmar Nyckel el 2003, després del llançament d'un enregistrament de l'orquestra alemanya Staatsphilharmonie Rheinland-Pfalz sota la direcció de Stephen Gunzenhauser. Va perdre davant Dominick Argento.

## Vida personal
Lees es va casar amb Luba Leatrice Banks el 1948. Van tenir una filla. Lees va donar el seu arxiu de manuscrits, esbossos, partitures, cartes, fotografies, articles, enregistraments i pòsters a la Universitat Yale. Poc abans de morir als 86 anys, va enviar un correu electrònic que estava "ocupat com les puces en un circ". Va morir a Glen Cove, Nova York.

## Premis i honors
- 1953: Premi Fromm Foundation.
- 1954: Beca Guggenheim
- 1955: Medalla Copley
- 1956: Beca Fulbright
- 1958: Premi UNESCO, Medalla de la "Societat Sir Arnold Bax"
- 1966: Beca Guggenheim
- 1985: Premi al Compositor de l'Lancaster Symphony Orchestra
- 2003: Grammy Nominació[11]
- Patró nacional de Delta Omicron, una fraternitat internacional de música professional.[12]

## Discografia
- Concerto for String Quartet and Orchestra (RCA, dirigida per Igor Buketoff)
- Etudes for Piano & Orchestra (Albany)
- Horn Concerto (New World)
- Passacaglia for Orchestra (Delos)
- Piano Concerto Nº 1 (Pierian)
- Piano Concerto Nº. 2 (Albany)
- Piano Sonata Nº. 4, Mirrors, Fantasy Variations (Albany)
- Piano Trio Nº. 2: Silent Voices (Albany, DUX)
- Prologue, Capriccio and Epilog (CRI)
- String Quartets Nos. 1, 5 i 6 (Naxos)
- Symphonies Nº. 2, No. 3 i No. 5 (Albany)
- Symphony Nº. 4: Memorial Candles (Naxos)
- Violin Concerto (VoxBox, EPR)
- Violin Sonata Nº. 2 (Polystone)
- Violin Works (Completa) (Albany)